# Кяркиджахан
Кяркиджаха́н (азерб. Kərkicahan), — посёлок в Азербайджане, расположенный в черте города республиканского подчинения Ханкенди, является центром Кяркиджаханского посёлкового административно-территориального округа.

## География
Посёлок Кяркиджахан входит в состав Кяркиджаханского посёлкового административно-территориального округа в составе города Ханкенди, при этом этот посёлок является центром этого посёлкового административно-территориального округа.

## История

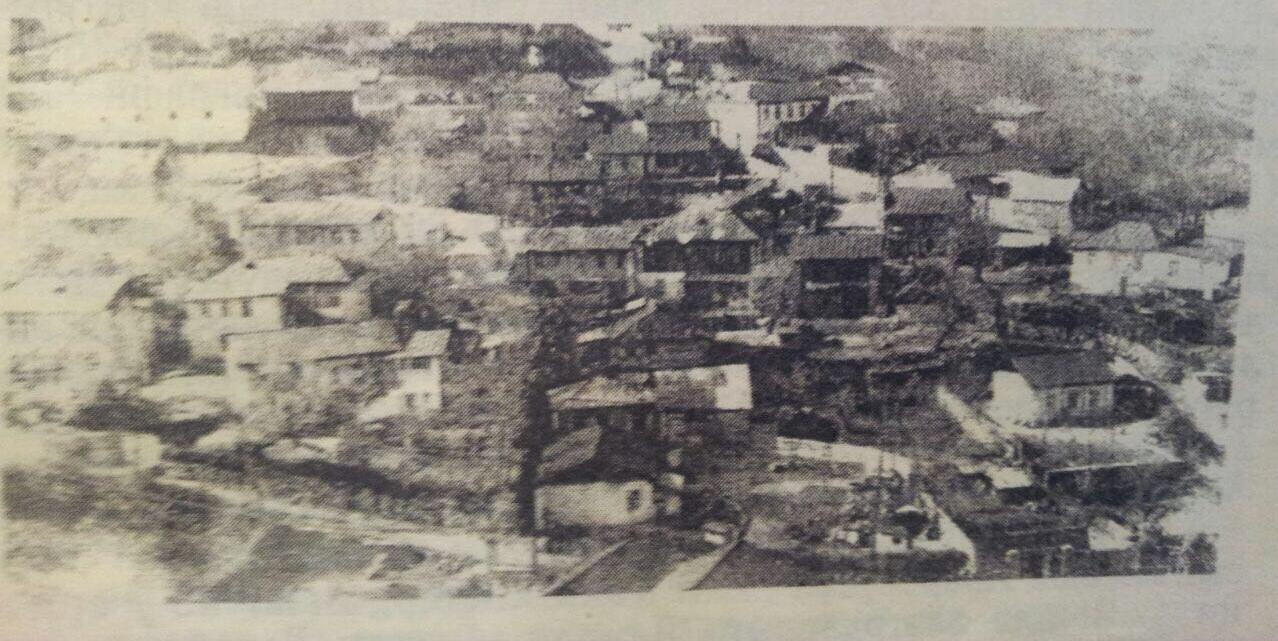
Фотография села, конец XIX — начало XX вв.

По данным «Свода статистических данных о населении Закавказского края, извлеченных из посемейных списков 1886 года», в селе Киркиджан Ханазахского сельского округа Шушинского уезда Елизаветпольской губернии было 95 дымов и проживало 640 человек, из которых 376 были армянами, а 264 — азербайджанцами (указаны как «татары»), являвшимися по вероисповеданию шиитами. Население состояло полностью из крестьян. В Киркиджане до начала XX века располагалось имение княгини Уцмиевой — поэтессы Хуршидбану Натаван, дочери последнего карабахского хана Мехтикули-хана, выставленное на публичный торг за долги после её смерти.
По данным Кавказского календаря на 1910 год, население села к 1908 году составляло 783 человека и было смешанным армяно-азербайджанским. В Кавказском календаре на 1912 год указано, что население к 1910 году составило 571 человек; преобладали армяне.
Согласно американскому историку Ричарду Ованнисяну, в 1918 году, в ходе армяно-азербайджанской войны, курдо-азербайджанское ополчение под руководством Султан-бека Султанова подвергло армянское население Киркиджана резне.
По Азербайджанской сельскохозяйственной переписи 1921 года в Киркиджане Шушинского уезда Азербайджанской ССР население составляло 331 житель (103 хозяйства), преобладающая национальность — тюрки азербайджанские (азербайджанцы).
В советское время Кяркиджахан (азерб. Кәркиҹаһан) входил в состав Нагорно-Карабахской автономной области (НКАО) Азербайджанской ССР и располагался в километре к югу от административного центра области — города Степанакерт (ныне Ханкенди). В 1938 году здесь во время пахотных работ был обнаружен курган с «киркиджанским кладом» бронзового века, в котором были найдены топоры-секиры с бронзовыми наконечниками. На 1 января 1961 года село Киркиджан ещё числилось как самостоятельный населённый пункт внутри Степанакертского горсовета, но потом вошло в черту города.

### Карабахский конфликт
С начала Карабахского конфликта Кяркиджахан, имевший смешанное армяно-азербайджанское население, стал ареной острых межэтнических стычек. После исхода азербайджанцев из Степанакерта в сентябре 1988 года значительная их часть обосновалась в Кяркиджахане, а предместью указом Президиума Верховного Совета Азербайджанской ССР от 21 апреля 1990 года был придан статус посёлка городского типа (это решение не было признано армянской стороной, продолжавшей считать его частью Степанакерта). 5 мая 1989 года в ходе одной из таких стычек сюда для восстановления порядка были введены войска, которые произвели предупредительные выстрелы; было ранено трое местных жителей и четверо солдат (на апрель 1990 года в Кяркиджахане располагалось четыре военных поста МВД СССР). Перестрелки между армянами и азербайджанцами в Кяркиджахане были зафиксированы в июле 1989 года и в ноябре 1991 года. По данным азербайджанской стороны, на момент начала активных боевых действий в посёлке проживало 1796 человек.
2 сентября 1991 года на совместной сессии Нагорно-Карабахского областного и Шаумяновского районного Советов народных депутатов была принята Декларация о провозглашении Нагорно-Карабахской Республики (НКР) в границах НКАО и сопредельного Шаумяновского района Азербайджанской ССР. 26 ноября 1991 года Верховный Совет Азербайджана принял закон «Об упразднении Нагорно-Карабахской автономной области Азербайджанской Республики». В этом законе было постановлено помимо упразднения НКАО, в том числе также и переименование города Степанакерт в Ханкенди. В настоящее время посёлок Кяркиджахан является центром Кяркиджаханского посёлкового административно-территориального округа в составе города Ханкенди.
28 декабря 1991 года армянские вооружённые формирования начали наступление на Кяркиджахан и сумели установить контроль над примерно 70% территории посёлка. К тому времени большая часть населения уже покинула его. В ходе боевых действий в Кяркиджахане погиб журналист радиостанции «Маяк» Леонид Лазаревич. К 31 декабря азербайджанцам в ходе контрнаступления удалось вернуть контроль над посёлком, однако в конце января — начале февраля 1992 года Кяркиджахан был вновь занят армянской стороной и большей частью сожжён. Азербайджанская сторона сообщает о 34 убитых (в том числе трёх женщинах и двух малолетних детях) в ходе боёв за Кяркиджахан и окрестные территории.
В 2020 году, по итогам Второй Карабахской войны, азербайджанские войска, восстановившие контроль на городом Шуша, оказались в нескольких километрах от Кяркиджахана. В ходе сентябрьских столкновений 2023 года жители полностью покинули населённый пункт, в то время как азербайджанские силы заняли его верхнюю часть. После прекращения огня 21 сентября в Кяркиджахане были размещены российские миротворцы. 15 октября 2023 года посёлок посетил Президент Азербайджана Ильхам Алиев.

### Постконфликтный период
2 мая 2024 года в Государственном комитете по делам беженцев и вынужденных переселенцев Азербайджана заявили, что в рамках реализации первой государственной программы по «Великому возвращению» в Кяркиджахане ведутся восстановительные работы и туда планируется переселение 78 семей.
12 июня 2024 года завершился процесс вывода миротворческого контингента России, временно дислоцированного на территории Азербайджана.

## В искусстве
Кяркиджахан упоминается в двух песнях («А душа болит до слёз» и «В нас стреляют в упор») Заслуженного артиста Северной Осетии, певца Александра Коренюгина, бывшего солдата советской дивизии особого назначения, дислоцированной в 1989—1991 годах в Нагорном Карабахе.